# Сінта-ларга
Сінта-ларга — індіанське плем'я з тупійських народів, яке проживає в долині річки Амазонка на території штату Рондонія (Бразилія). Свою назву отримало завдяки звичаю носити широкі пояси, виготовлені з внутрішньої частини кори дерев. Португальські колоністи назвали індіанців «сінта ларга», що в перекладі означає «широкий пояс».

## Історія
З давніх-давен мешкали в джунглях на території басейну річки Амазонка.
Першою згадкою європейців про сінта-ларга вважається повідомлення розвідувальної групи, яка здійснила в 1915 році подорож територією сучасного парку Аріпуана. У 1950-х роках на землях племені було виявлено родовища алмазів та золота. Після цього почалося вторгнення бразильців на території сінта-ларга. Озброєні добувачі алмазів і каучуку вирізали індіанців сінта-ларга цілими селами.
У 1967 році на території проживання сінта-ларга була утворена резервація. З 2000 року відбуваються постійні конфлікти з добувачами алмазів, внаслідок чого уряд Бразилії повинен час від часу втручатися в сутички, сплачуючи племені грошові компенсації.

## Розселення і демографія
Споконвічною територією є південно-західна частина бразильської Амазонії, що знаходиться в штатах Рондонія і Мату-Гроссу. Вона простягається від області на лівому березі річки Журуа до витоків річки Жуїні Мірім, від витоків річки Аріпуана до водоспаду Дарданелос до країв біля витоків річок Капітан Кордосо і Тененте Маркес, а також уздовж річок Рузвельт, Євгенія, Бранку-ду-Аріпуана, Амарелу, Гуаріба, Амареліньу.
Тривалий час чисельність племені становила понад 5 тис. осіб, проте внаслідок збільшення контактів зі збирачами алмазів та виробниками каучуку вона скоротилася 1981 року до 500 осіб. У 2010 році зросло до більш 1500 індіанців.

## Суспільна організація
Складається з груп какін (з підгрупами), манн (з підгрупами) і кабан (без підгруп). Основною одиницею соціальної організації індіанців є родина. Вона у сінта-ларга повністю самодостатня і вільно може переселятися з одного села до іншого.
Село утворюється навколо людини, що користується повагою, яка обирає місце споруди загального житла і керує проведенням свят і весільних обрядів. Село існує до тих пір, поки навколо є необхідні політичні та екологічні умови. Якщо відносини з жителями сусідніх сіл стають напруженими, земля виснажується, зникає дичина, село переїжджає на інше місце.
Зазвичай міграції відбуваються 1 раз на 5 років. Сінта-ларга, що спочатку вели осілий спосіб життя, з витісненням з джунглів здобувачами алмазів і каучуку, фактично перейшли до кочового способу життя.

## Господарство
Основними заняттям є полювання, рибальство, землеробство і збиральництво.

## Культура
Розмовляють мовою сінта-ларга з групи монде, що відноситься до мовної родини тупі-гуарані. У письмі застосовують латиницю.